# Tapeinidium moorei
Tapeinidium moorei là một loài dương xỉ trong họ Lindsaeaceae. Loài này được Hieron. mô tả khoa học đầu tiên năm 1920.